# Joan Pallarès-Personat
Joan Pallarès-Personat (Caldas de Montbui, Barcelona, 1953) es un periodista y escritor. Se formó en el campo del excursionismo y cursó arqueología (UB) y empezando a publicar sus primeros artículos en revistas locales y de carácter excursionista a los dieciséis años.
Colaborador de diversas publicaciones como 20 Minutos, Tot Caldes, El Ninot, Foment Sardanista, La Veu, Sant Andreu de Cap a Peus, El Pedrís, Finestrelles, Catalunya Cristiana, Forat del Vent, L'Estel de les Terres de l'Ebre, Excursionisme, Ciutat Nord "Tota La Sagrera" y otras, ha publicado también en El País, La Vanguardia, Avui y ha presentado comunicaciones en todas las ediciones de las “Jornades de Literatura Excursionista” que se han celebrado, también en “Jornades d'Estudis Penedesencs” y otros congresos y simposiums de carácter arqueológico, histórico o excursionista, como el “Congreso Internacional. Historia de los Pirineos”, “Jornades d'Arqueología Industrial”, “Asambleas Intercomarcales de Estudiosos”, etc., alcanzando los cinco mil artículos publicados.
A su actividad literaria se añade la radiofónica, habiendo colaborado en Onda Cero-Onda Rambla, y actualmente en Ràdio Estel, desde la fundación de esta emisora en 1994. Igualmente da charlas y conferencias, o efectúa visitas culturales guiadas. 

## Obras
Ha publicado, mayormente en lengua catalana, más de 5300 artículos y es coautor o colaborador de diversos libros, entre los que se encuentran:
"Les Esteles funeràries discoïdals dels Països Catalans (1993)", "Itineraris en el Parc Natural de Garraf" (1993), Miscel·lània Salvador Miralda i Oliva (1994),  Els Molins Hidràulics del Moianès i la Riera de Caldes (1994) (con Genar Aymamí (1994) "Homes del Catalanisme. Diccionari Biogràfic de les Bases de Manresa" (1995), "Deu Anys Historiant Bot (1995), "Ignasi Iglésias. Apunts biogràfics" (1996), "La Lluita d'un poble. 25 anys de l'Associació de Veïns de Sant Andreu de Palomar" (1997) (con Pau Vinyes) "Ronda Vallesana" (1998), "Sant Andreu de Palomar, més que un poble" (1998), "Visió de la Terra Alta" (1998) "Ruta de la Pau - Batalla de l'Ebre" (1999), "Escac andreuenc" (2001) "Can Fabra: de fàbrica tèxtil a factoría cultural (2002), volumen IV de "Els Barris de Barcelona", de Enciclopèdia Catalana (2000), "Escac Andreuenc" (2001), "Josep Verdaguer, pintor de Sant Andreu" (2002), "Calendari d'efemèrides del Districte de Sant Andreu" (2002), "El Noi Baliarda, trabucaire andreuenc" (2003), "Balada Sagrerenca" (2004), "Ebre Pàndols 1938" (2004, "Víctimes i Botxins" (2007), "Odon de Buen, el mar i la llibertat" (2010), "Ninfa" (2011), "El Quilòmetre Sagrat. Una història de La Sagrera a través dels seus carrers" (2012),  "Poemes per a l'oblit" (2013), "L'Abans de Barcelona. Barris de la Sagrera i Navas", de 824 pàgines y más de mil fotografías antiguas (2015), "Una passejada històrica per Sant Andreu de Palomar" (con Josep M. Vilarrúbia-Estrany) (diciembre de 2015), "La Mundeta" (abril de 2016), Del Casino la Ilustración al Centre Cultural Els Catalanistes (1866-2016) Segle i mig (diciembre de 2016) i Félix Romero Vicente:¿Cómo consegui un cuadro de Salvador Dalí? (junio de 2017), "La Sagrera guia per una passejada monumental (2020), "Modrego, el bisbe del Congrés i la Caalunya el seu temps"(2021), "Mig segle de compromís dignificant la Sagrera 1972-2022" (2022), "Francesc Baliarda i Ribo, artifex de la revolta de les quintes" (2023), "Josep Verdaguer i Coma, pintor andreuenc (1923-2008)" (1923) i "La Sagrera en guerra (1936-1939)" (2024), "La Sagrera desapareguda" (2025).

### Galardones
Con Els Molins hidràulics del Moianès i la Riera de Caldes ganó el XXVI Premio San Bernat (1994), del ABE de la UEC, en Barcelona. Por un relato titulado Maria le fue otorgado el XVIII Premio Joan Cid i Mulet, del Certamen Jesús-Catalònia, de Tortosa (2001) y con Ebre-Pàndols 1938 fue finalista del XLVII Premio Joan Santamaria, en Barcelona, el más antiguo de los existentes en lengua catalana. También con la narración Viatge a l'Infinit fue finalista de los Premis Literàris Constantí 2003, en el 2016 recibió la insignia de oro del Centre Cultural Els Catalanistes, de Barcelona.

## Vida social y política
Fuera del campo literario, Joan Pallarès ha trabajado en el mundo social, tanto en organizaciones vecinales, como sindicales, habiendo ocupado diversos cargos en la Federación de Transportes, Comunicaciones y Mar de la UGT. Políticamente ha sido desde 1996 hasta el 2011 Concejal de Distrito en el Ayuntamiento de Barcelona, habiendo sido durante 10 años Concejal de Cultura en el distrito de San Andrés. En el 2011 abandonó la política dedicándose exclusivamente a actividades culturales, actualmente es secretario del Centre Cultural Els Catalanistes i de la Comissió d'Història i Patrimoni de la Torre de la Sagrera. 
- Datos: Q9012003